# Benito Díaz Iraola
Benito Díaz Iraola (17 de juliol de 1898 – 1 d'abril de 1990 ) va ser un entrenador i jugador de futbol basc.
Va jugar principalment a la Reial Societat .
Va entrenar la Reial Societat, el Bordeus i l'Atlètic de Madrid .